# Métropole de Néa Smýrni
La Métropole de la Nouvelle-Smyrne (en grec byzantin : Ιερά Μητρόπολις Νέας Σμύρνης) est un évêché de l'Église orthodoxe de Grèce. Elle a son siège à Néa Smýrni dans la banlieue sud d'Athènes. Elle a été fondée en 1974 au détriment de l'Archevêché d'Athènes.

## La cathédrale
La cathédrale est l'église Sainte Photine de Néa Smyrni dédiée à Photine la Samaritaine.

## Les métropolites
- Syméon (el) (né Périclès Koutsas à Ptérouda de Lesbos en 1945), depuis le 30 novembre 2002.
- Agathange (né Antonios Tambouratzakis à Néapoli de Crète en 1929) de 1986 à 2002.

## L'histoire
- La métropole a été fondée en 1974 (loi du 16 mai 1974), en même temps que sept autres nouveaux évêchés de la périphérie d'Athènes.
- Le 18 juin 2002, elle cède cinq villes, soit deux de ses doyennés, pour fonder une nouvelle métropole, celle de Glyfáda.

## Le territoire
Le ressort de la métropole s'étend sur les territoires municipaux suivants :

### Doyenné de Néa Smýrni
- Néa Smýrni
- Ágii Anárgyri
- Athènes (pour la seule paroisse de la Transfiguration du Sauveur dite "du Saint Sauveur")

### Doyenné de Palaio Phaliro - Alimos
- Palaio Phaliro
  - Aghios Alexandros
  - Aghia Kyriaki
  - Agia Varvara
  - Kalamaki
  - Ano Kalamaki
  - Trachonès
- Alimos

### Doyenné d’Argyroúpoli
- Argyroúpoli

À l’origine et jusqu’en 2002, la métropole comptait un quatrième doyenné (Glyfáda) et un cinquième (Voúla) qui ont été soustraits à son autorité pour constituer la nouvelle métropole de Glyfáda.

## Le monastère

### Monastère d’homme
- Le monastère Saint-Nectaire de Terpsithéa à Glyfáda a été fondé en 1993 dans la métropole de Néa Smyrni, il appartient aujourd'hui à celle de Glyfáda.

## Les solennités locales
- La fête de sainte Photine la Samaritaine, le 4e dimanche après Pâques et le 26 février.

## Les sources
- (el) Le site de la métropole : http://www.imns.gr
- Les diptyques de l'Église de Grèce, éditions Diaconie apostolique, Athènes (édition annuelle).